# 완룽
효각민황후 고불로씨(孝恪愍皇后 郭布羅氏, 1906년 11월 13일 ~ 1946년 6월 20일)는 중국 청나라의 마지막 황제 선통제 푸이의 황후였으며, 이름은 간단하게 완용으로 부른다.(중국어 정체자: 郭布羅 婉容, 병음: Guōbùluó Wǎnróng 궈부러 완룽[*], 만주어 발음:고불로 완룽) 완룽의 자는 모홍(慕鴻), 호는 식련(植蓮)이다. 또한 그녀는 이려사백(伊麗莎白, 영어: Elizabeth), 려사(麗莎, 영어: Lisa)란 영어 이름도 가지고 있었다.

## 생애
다우르족 출신이며, 만주 정백기(正白旗) 사람이다. 남편인 푸이와 사이가 좋지 않았으며, 아편에 빠져 정신질환을 앓았고, 1945년 8월 일제가 패망한 이후 병사하였다.
그 뒤 남편 푸이의 유언에 따라 청서릉으로 이장되어 푸이의 곁에 합장되었다.

## 일화
- 1935년 완룽은 일본군관 사이에서 사생아를 출생하였는데, 이를 알게 된 푸이는 황후가 아이를 출산하자마자 화로에 던져 죽여버렸고, 완룽은 출산한 아이를 자신의 오빠가 키우는 줄 알고 양육비를 건네기도 하였다고 한다.[1][2]

## 같이 보기
- 푸이